# خوسيه سانشيز
خوسيه سانشيز (بالإسبانية: José Luis Sánchez Capdevila)‏ (12 فبراير 1981 سرقسطة إسبانيا - ) هو لاعب كرة قدم إسباني يلعب كلاعب وسط.

## روابط خارجية
- خوسيه سانشيز على موقع قاعدة بيانات كرة القدم.إي يو (الإنجليزية)
- خوسيه سانشيز على موقع Soccerway.com (الإنجليزية)